# Vivir enamorada
Vivir enamorada fue una telenovela mexicana producida por Gilberto Macín para Televisa en 1982. Con una historia original de Nené Cascallar, la historia se centra en la vida de cinco mujeres y amigas que trabajan en una prestigiada revista, estuvo protagonizada por Leticia Perdigón,  Alma Muriel, Blanca Sánchez, Sonia Furió y Karina Duprez.

## Argumento
La historia de cinco mujeres de distinto carácter, posición social y formas de ver la vida, pero que comparten el deseo de realizarse como profesionales y como mujeres, y todas con el mismo objetivo para ese fin: llegar a ser la Directora General de una importante revista.
Estela, Karina, Miriam, Alicia y María trabajan como reporteras de la revista "Enamorada" y cada una desea –a su manera- llegar al puesto de directora, que sería la recompensa después de tantos esfuerzos. Pero es Alicia la que termina ganándoselo a pulso, gracias a los triunfos por ella conseguidos. Ello, claro está, no le caerá nada en gracia a sus compañeras.
Alicia es una excelente profesional, sin embargo no ha tenido la misma suerte en su vida personal. Su matrimonio fracasó y ella está consciente de ello, aunque sigue amando a su exmarido. Adora a su hijo pero no está de acuerdo con la educación que su padre le puede dar, ahora que él se ha vuelto a casar. A pesar de su frustración, Alicia es una mujer recta, honesta, noble y que evita cualquier conflicto, por ello al principio no le es fácil asumir la dirección de la revista, debido a los atrevimientos de sus excompañeras.
Estela es una mujer en apariencia rebelde y de mal temperamento. Está dolida por la muerte de su padre y busca de algún modo vengarse. Sin embargo en el fondo sólo está falta de cariño, ya que en verdad es noble y siempre está preocupada por los demás. Aunque -como sus compañeras- sí le hubiera gustado el puesto de directora, no era una de sus mayores ambiciones. En un principio ella se cierra a la posibilidad de amar, porque teme salir lastimada, pero al final terminará cediendo a un amor sincero.
Miriam es una excelente profesional, pero al dedicarle tanto tiempo al trabajo, ha descuidado a su hija, por lo que tratará de enmendar ese error. Debido a los remordimientos encuentra en el trabajo un único refugio.
María es sensible y cariñosa, pero muy insegura, además se siente muy sola. Sú único familiar es su hermano menor, a quien mantiene. Por eso ve en sus cuatro compañeras como su verdadera familia. Ella es la que única que no entra en la lucha por el puesto de directora. En cambio, se siente feliz de sus logros, ya que al conseguir un ascenso llora de emoción porque sabe que se lo ganó por méritos propios. A pesar de tener una buena relación con sus compañeras, nunca cuenta sus problemas, ni sus inquietudes, porque la desconfianza es su mayor defecto. Lo único que ella desea es superarse cada día más y demostrarle a los demás y a sí misma que sí es una persona importante y valorable.
Por último se encuentra Karina, quien antes de llegar a la revista era una mujer humilde que a pesar de sus limitaciones económicas era feliz y estaba conforme con lo que tenía. Pero al llegar a trabajar a la revista es víctima de su propia avaricia y todo rastro de humildad que pudiera haber quedado en ella se esfumó. Ahora está dispuesta a luchar contra todo y contra todos para conseguir el puesto de directora, sin importar cuáles armas tenga que usar.

## Elenco
- Leticia Perdigón - María
- Alma Muriel - Estela
- Blanca Sánchez - Miriam
- Sonia Furió - Alicia
- Karina Duprez - Karina
- Carlos Piñar - Mario
- Carlos Rotzinger - Gilberto
- Anna Silvetti - Adriana
- Juan Antonio Edwards - Horacio
- Demián Bichir - Nacho
- Mariana Levy - Verónica
- Ada Carrasco - Charito
- Arlette Pacheco - Raquel
- Queta Lavat - Madre de Adriana
- Luis Torner - Balbiani
- Manolita Saval - Merceditas
- Otto Sirgo - Andrés
- Pablo Ferrel - Leonardo
- Carlos Pouliot - Antonio
- Sergio Gómez - Luisito
- Elvira Monsell - Florencia
- Yolanda Liévana - Sandra
- José Luis Padilla - Don Julio
- Roberto Ruy - Ángel
- Luis Uribe - Juan Carlos
- Antonio Rangel - Víctor
- Jesús Vargas - Saúl
- Enrique Barrera_Ernesto

## Premios y nominaciones

### Premios TVyNovelas 1983
| Categoría                 | Nominado(a)      | Resultado |
| ------------------------- | ---------------- | --------- |
| Mejor revelación femenina | Leticia Perdigón | Nominada  |